# Mark Sanchez (football américain)
Pour les articles homonymes, voir Sánchez.
(en) Statistiques sur pro-football-reference
Mark Travis John Sanchez, né le 11 novembre 1986 à Long Beach (Californie), est un joueur américain de football américain qui a évolué au poste de quarterback en National Football League (NFL) pendant 10 saisons. Il a joué au football universitaire avec les Trojans de l'USC et a été repêché par les Jets de New York en première ronde au 5e choix global lors de la draft 2009. Il est actuellement un commentateur sportif pour Fox Sports 1.

## Biographie

### Carrière universitaire et draft
Étudiant à l'Université de la Californie méridionale, il a joué pour les USC Trojans.
Il fut drafté en 2009 à la 5e place (premier tour) par les Jets de New York. Il est le deuxième quarterback sélectionné cette année-là après Matthew Stafford (1er).

#### Statistiques universitaires
| Année          | Équipe         | Statut         | MJ |         | Passes   | Passes | Passes | Passes | Passes | Passes | Passes  |       | Courses | Courses | Courses | Courses |
| Année          | Équipe         | Statut         | MJ | Tentées | Réussies | Pct.   | Yards  | TD     | Int.   | Éval.  | Tentées | Yards | Moy.    | TD      |         |         |
| 2006           | USC            | FR             | 6  | 7       | 3        | 42,9   | 63     | 0      | 1      | 89,9   | 4       | -5    | -1,3    | 1       |         |         |
| 2007           | USC            | SO             | 8  | 114     | 69       | 60,5   | 695    | 7      | 5      | 123,2  | 14      | 22    | 1,6     | 0       |         |         |
| 2008           | USC            | JR             | 13 | 366     | 241      | 65,8   | 3 207  | 34     | 10     | 164,6  | 52      | 16    | 0,3     | 3       |         |         |
| Totaux en NCAA | Totaux en NCAA | Totaux en NCAA | 27 | 487     | 313      | 64,3   | 3 965  | 41     | 16     | 153,9  | 70      | 33    | 0,5     | 4       |         |         |

### Carrière professionnelle
| Mesures pré-draft de Mark Sanchez (NFL Scouting Combine) , | Mesures pré-draft de Mark Sanchez (NFL Scouting Combine) , | Mesures pré-draft de Mark Sanchez (NFL Scouting Combine) , | Mesures pré-draft de Mark Sanchez (NFL Scouting Combine) , | Mesures pré-draft de Mark Sanchez (NFL Scouting Combine) , | Mesures pré-draft de Mark Sanchez (NFL Scouting Combine) , | Mesures pré-draft de Mark Sanchez (NFL Scouting Combine) , | Mesures pré-draft de Mark Sanchez (NFL Scouting Combine) , | Mesures pré-draft de Mark Sanchez (NFL Scouting Combine) , | Mesures pré-draft de Mark Sanchez (NFL Scouting Combine) , |
| ---------------------------------------------------------- | ---------------------------------------------------------- | ---------------------------------------------------------- | ---------------------------------------------------------- | ---------------------------------------------------------- | ---------------------------------------------------------- | ---------------------------------------------------------- | ---------------------------------------------------------- | ---------------------------------------------------------- | ---------------------------------------------------------- |
| Taille                                                     | Poids                                                      | Sprint 40 yd                                               | au 10 yd                                                   | au 20 yd                                                   | 20 yd shuttle                                              | 3 cone drill                                               | Détente verticale                                          | Détente horizontale                                        | Wonderlic                                                  |
| 6 ft 2 in (1,88 m)                                         | 227 lbs (103 kg)                                           | 5.00 s                                                     | 1.77 s                                                     | 2.91 s                                                     | 4.21 s                                                     | 7.06 s                                                     | 32 1⁄2 in (0,82 m)                                         | 9 ft 8 in (2,94 m)                                         | 28                                                         |

#### Saison 2009
Lors de sa première saison chez les Jets, il tente 364 passes et en complète 196 pour un total de douze touchdowns. Ses bons résultats sont néanmoins dénigrés par la presse qui préfère encenser son coureur, jusqu'aux playoffs au cours desquelles il fait preuve d'une grande maîtrise, qui permet son équipe d'aller jusqu'en Finale de Conférence. Avant lui seul Joe Flacco avait réussi l'exploit de gagner ses 2 premiers matches de play-offs en tant que rookie.

#### Saison 2010
Lors de la saison 2010, après une qualification confortable, il réédite cet exploit en éliminant successivement les Colts d'Indianapolis de Peyton Manning et les Patriots de la Nouvelle-Angleterre de Tom Brady, soit les 2 meilleurs quarterbacks de la décennie, avant de chuter de peu devant les Steelers de Pittsburgh. Il devient alors le seul quarterback de l'Histoire, avec Ben Roethlisberger, à rejoindre une Finale de Conférence au cours de ses deux premières saisons NFL.

#### Saison 2011
Pour la saison 2011, l'entraîneur des Jets, Rex Ryan, l'a nommé capitaine de l'équipe. Néanmoins cette saison est beaucoup plus compliquée, tant au niveau de ses performances personnelles qu'en ce qui concerne les résultats de l'équipe. Les Jets terminent ainsi la saison sur trois défaites de suite, durant lesquelles il lance neuf interceptions pour seulement cinq touchdowns, et ratent les play-offs avec un bilan nul de huit victoires pour huit défaites. Ces contre-performances de fin de saison entraînent des interrogations sur son réel niveau de jeu et sur l'étendue de sa progression. S'il signe cette année là la meilleure évaluation de sa carrière (78.2), sa relative incapacité à convertir les occasions et à faire avancer son équipe (6.4 yards par passe en moyenne) sont au cœur des critiques.
Il garde toutefois la confiance de sa franchise. En effet, durant l'inter-saison, les Jets lui font signer un nouveau contrat profitable de trois nouvelles années, avec une importante extension financière qui en fait l'un des quarterbacks les mieux payé de la saison à venir.

#### Saison 2012
Pour cette saison, il est maintenu titulaire à son poste. Celle-ci commence bien pour lui, par une victoire face aux Bills de Buffalo sur le score de 48-28, où il complète 19 passes sur 27 pour 266 yards, 3 touchdowns et une seule interception. Néanmoins, cela ne dure pas et au cours des quatre matchs suivants, il devient le premier quarterback des Jets depuis 1999 à ne pas réussir à compléter plus de 50 % de ses passes durant quatre rencontres consécutives. Il est alors l'objet de sévères critiques tant des médias que des fans, qui réclament son remplacement par Tim Tebow. Il conserve néanmoins la confiance de Rex Ryan, et est maintenu.
Après une victoire satisfaisante contre les Colts d'Indianapolis lors de la 7e journée, sur le score de 35-9, où il complète 11 passes sur 18 pour 82 yards et 2 touchdowns, il réalise le meilleur match de sa saison au cours d'une défaite contre les Patriots de la Nouvelle-Angleterre, complétant 68 % de ses passes. Néanmoins, il cause la défaite de son équipe en laissant échapper un fumble durant la prolongation. Après ce match, ses performances ne s'améliorent pas et il signe un nombre important de turnovers et de passes médiocres. Durant de la 12e journée d'activités, lors de la soirée de Thanksgiving face à ces mêmes Patriots, il fait parler de lui lorsqu'il échappe le ballon après avoir foncé dans le derrière du lineman offensif Brandon Moore alors qu'il tentait une course et le ballon est récupéré par les Patriots pour un touchdown défensif. Cette bourde commise par Sanchez, connue sous le nom de « butt fumble », fait ainsi l'objet de railleries par les médias.
Au cours de la 13e journée, lors du troisième quart-temps d'un match contre les Cardinals de l'Arizona, il est pour la première fois de sa carrière mis sur le banc en cours de rencontre, après avoir enregistré 3 interceptions pour aucun point inscrit. Tim Tebow étant blessé, il est remplacé par Greg McElroy, qui signe le touchdown de la victoire (7-6). Il est toutefois encore maintenu titulaire durant les deux rencontres suivantes.
Lors de la 15e journée, au cours de la défaite 14-10 face aux Titans du Tennessee lors du Monday Night Football, défaite qui élimine les Jets de la course aux play-offs, il signe un nouveau match avec moins de 50 % de passes complétées, enregistre 4 interceptions pour seulement 1 touchdown, et laisse également échapper un fumble sur le dernier drive du match, dans le camp des Titans. À la suite de cela, Rex Ryan lui retire pour la première fois son poste de titulaire, et annonce que le quarterback partant lors de la 16e semaine sera Greg McElroy. Néanmoins, il est tout de même titularisé lors du dernier match de la saison, lors de la 17e semaine contre les Bills de Buffalo, après que McElroy a été victime d'une commotion cérébrale lors de sa première titularisation.
Il termine la saison avec des statistiques à peine meilleures que celles de sa première saison, montrant les limites de sa progression, et connaît pour la première fois un bilan de saison négatif avec son équipe, qui termine avec 6-10 et manque une deuxième année de suite les play-offs.

#### Saison 2013
En concurrence avec Geno Smith, jeune rookie sélectionné par les Jets lors de la Draft 2013, il se blesse à l'épaule le 24 août 2013 au cours du troisième match de pré-saison après avoir été taclé par le defensive tackle Marvin Austin et rate le début de la saison régulière,. Les Jets nomment Geno Smith comme quarterback titulaire le 4 septembre alors que Mark Sanchez se remet de sa blessure. Il est placé sur la liste des blessées le 14 septembre. Le 8 octobre, après une opération de l'épaule, il est annoncé blessé pour l'ensemble de la saison. Après beaucoup de speculations sur son future à New York, il est libéré par les Jets le 21 mars 2014, le même jour que les Jets signe Michael Vick, ancien quarterback des Eagles et des Falcons.

#### Saison 2014
En mars 2014, il signe un contrat d'un an avec les Eagles de Philadelphie.
Il commence la saison en tant que back up de Nick Foles, qui se blessera en cours de saison, ce n'est qu'à la suite de cela que Mark Sanchez gagnera ses galons de titulaire.

#### Saison 2015
Le 8 mars il signe un nouveau contrat de deux ans avec les Eagles pour 16 millions de dollars.
Les Eagles échangent Nick Foles contre Sam Bradford avec les Rams de Saint-Louis. Mark Sanchez sera à nouveau remplaçant cette saison. Et ne jouera que lorsque l'ancien numéro un de la draft 2010 sera blessé.

#### Saison 2016
Le 11 mars, il rejoint les Broncos de Denver, vainqueur du Superbowl 50 et qui viennent de perdre coup sur coup la légende Peyton Manning, retraité, et le jeune et prometteur Brock Osweiller, parti libre de tout contrat chez les Texans de Houston. Il arrive en échange d'un choix conditionnel de draft 2017. Il est chargé d'encadrer le rookie Paxton Lynch choisi par les Broncos au premier tour de la draft 2016. Il est finalement coupé par Denver quelques jours avant le début de saison.
Le 3 septembre 2016, quelques heures après sa libération par les Broncos, Sanchez signe un contrat d'un an pour un montant de 2 millions de dollars avec les Cowboys de Dallas, qui cherchent à avoir une présence de vétéran derrière le rookie Dak Prescott, nommé quarterback titulaire, tandis que Tony Romo se remet d’une fracture à la compression vertébrale qu’il a subie au cours du premier quart-temps du match préparatoire de la troisième semaine des Cowboys contre les Seahawks de Seattle. Au cours de la semaine 17, alors que les Cowboys ont déjà remporté le premier rang de la NFC, Sanchez partage son temps avec le starter Prescott et le remplaçant Romo. Prescott joue les deux premières séries du jeu, Romo joue la troisième et Sanchez joue le reste du match. Sanchez complète 9 de 17 passes pour 85 yards avec deux interceptions, les Cowboys s'inclinant face aux Eagles de Philadelphie par 27 à 13.

#### Saison 2017
Le 23 mars 2017, Sanchez signe un contrat d'un an avec les Bears de Chicago. Les Bears avaient noté « l'influence positive » que Sanchez avait en tant que mentor du quarterback rookie Dak Prescott et espéraient qu'il joue un rôle similaire dans le développement de la recrue Mitchell Trubisky. Le 30 mai 2017, Sanchez souffre d'une petite blessure au genou gauche. Il manque le reste de l'OTA et le minicamp. Il se classe troisième dans la liste des Bears derrière Trubisky et Mike Glennon, mais ne joue pas du tout en 2017. Le 13 avril 2018, Sanchez, encore libre, est suspendu pour quatre matchs pour avoir enfreint la politique antidrogue de la NFL. Sanchez a obtenu un résultat positif à la recherche de drogues améliorant la performance et a cité "une contamination inconsciente d'un supplément" dans sa déclaration aux médias après la suspension.

#### Saison 2018
Le 19 novembre 2018, Sanchez signe avec les Redskins de Washington pour servir de remplaçant à Colt McCoy, après le départ du vétéran Alex Smith, blessé à une jambe jusqu'à la fin de saison. Sanchez fait sa première apparition avec les Redskins en remplacement de Colt McCoy, blessé, dans une défaite 28-13 contre son ancienne équipe, les Eagles de Philadelphie. Il complète 13 passes de 21 tentatives pour 100 yards et une interception. Sanchez devient le starter après la fracture du péroné de Colt McCoy. Au cours de la semaine 14, Sanchez perd 40 à 16 face aux Giants de New York et est remplacé par Josh Johnson après avoir concédé deux interceptions et seulement 38 yards en première mi-temps. Le lendemain, les Redskins nommeront Johnson leur titulaire pour le match de la semaine 15 contre les Jaguars de Jacksonville.
Le 23 juillet 2019, il prend sa retraite du football américain et devient analyste pour le réseau ESPN.

## Statistiques de sa carrière professionnelle

### Saison régulière
| Année              | Équipe                 | MJ                 |                                      | Passes                               | Passes                               | Passes                               | Passes                               | Passes                               | Passes                               | Passes  |       | Courses | Courses | Courses | Courses |  | Fumbles | Fumbles |
| Année              | Équipe                 | MJ                 | Tentées                              | Réussies                             | Pct.                                 | Yards                                | TD                                   | Int.                                 | Éval.                                | Tentées | Yards | Moy.    | TD      | Nb.     | Perdus  |  |         |         |
| 2009               | Jets de New York       | 15                 | 364                                  | 196                                  | 53,8                                 | 2 444                                | 12                                   | 20                                   | 63,0                                 | 36      | 106   | 2,9     | 3       | 10      | 3       |  |         |         |
| 2010               | Jets de New York       | 16                 | 507                                  | 278                                  | 54,8                                 | 3 291                                | 17                                   | 13                                   | 75,3                                 | 30      | 105   | 3,5     | 3       | 9       | 1       |  |         |         |
| 2011               | Jets de New York       | 16                 | 543                                  | 308                                  | 56,7                                 | 3 474                                | 26                                   | 18                                   | 78,2                                 | 37      | 103   | 2,8     | 6       | 10      | 8       |  |         |         |
| 2012               | Jets de New York       | 15                 | 453                                  | 246                                  | 54,3                                 | 2 883                                | 13                                   | 18                                   | 66,9                                 | 22      | 28    | 1,3     | 0       | 14      | 8       |  |         |         |
| 2013               | Jets de New York       |                    | Ne joue pas en raison d'une blessure | Ne joue pas en raison d'une blessure | Ne joue pas en raison d'une blessure | Ne joue pas en raison d'une blessure | Ne joue pas en raison d'une blessure | Ne joue pas en raison d'une blessure | Ne joue pas en raison d'une blessure |         |       |         |         |         |         |  |         |         |
| 2014               | Eagles de Philadelphie | 9                  | 309                                  | 198                                  | 64,1                                 | 2 418                                | 14                                   | 11                                   | 88,4                                 | 34      | 87    | 2,6     | 1       | 7       | 3       |  |         |         |
| 2015               | Eagles de Philadelphie | 4                  | 91                                   | 59                                   | 64,8                                 | 616                                  | 4                                    | 4                                    | 80,7                                 | 6       | 22    | 3,7     | 0       | 0       | 0       |  |         |         |
| 2016               | Cowboys de Dallas      | 2                  | 18                                   | 10                                   | 55,6                                 | 93                                   | 0                                    | 2                                    | 30,3                                 | 4       | -2    | -0,5    | 0       | 0       | 0       |  |         |         |
| 2017               | Bears de Chicago       | 0                  | -                                    | -                                    | -                                    | -                                    | -                                    | -                                    | -                                    | -       | -     | -       | -       | -       | -       |  |         |         |
| 2018               | Redskins de Washington | 2                  | 35                                   | 19                                   | 54,3                                 | 138                                  | 0                                    | 3                                    | 28,0                                 | 1       | 8     | 8,0     | 0       | 1       | 0       |  |         |         |
| Totaux en carrière | Totaux en carrière     | Totaux en carrière | 2 320                                | 1 314                                | 56,6                                 | 15 357                               | 86                                   | 89                                   | 73,2                                 | 170     | 457   | 2,7     | 13      | 51      | 23      |  |         |         |

### Play-offs
| Année              | Équipe             | MJ                 |         | Passes   | Passes | Passes | Passes | Passes | Passes | Passes  |       | Courses | Courses | Courses | Courses |
| Année              | Équipe             | MJ                 | Tentées | Réussies | Pct.   | Yards  | TD     | Int.   | Éval.  | Tentées | Yards | Moy.    | TD      |         |         |
| 2009               | Jets de New York   | 3                  | 68      | 41       | 60,3   | 539    | 4      | 2      | 92,7   | 6       | -2    | -0,3    | 0       |         |         |
| 2010               | Jets de New York   | 3                  | 89      | 54       | 60,9   | 616    | 5      | 1      | 97,3   | 5       | 11    | 2,2     | 0       |         |         |
| Totaux en carrière | Totaux en carrière | Totaux en carrière | 157     | 95       | 60,5   | 1 155  | 9      | 3      | 94,3   | 11      | 9     | 0,82    | 0       |         |         |

## Faits saillants de la carrière

### Récompenses et honneurs
| Pepsi NFL Rookie of the Week  | 2009 |
| Sporting News All Rookie Team | 2009 |

| Vainqueur du Rose Bowl                                                    | 2007, 2008, 2009 |
| MVP offensif du Rose Bowl                                                 | 2009             |
| First Team All-Pac-10                                                     | 2008             |
| Sports Illustrated and Pro Football Weekly All-American Honorable Mention | 2008             |

| Super Prep All-American Player of the Year          | 2004 |
| Parade All-American Player of the Year              | 2004 |
| CIF Division II Champion                            | 2004 |
| All-CIF Division II Co-Offensive Player of the Year | 2004 |

### Records NFL
- Premier QB rookie à gagner ses trois premiers matchs[55].
- Victoires en playoffs par un QB rookie: 2 (à égalité avec Joe Flacco)[56].
- Finales de conférence consécutives pour commencer une carrière: 2 (à égalité avec Ben Roethlisberger)[57].

### Records de franchise (Jets de New York)
- Victoires en playoffs d'un QB: 4[58].
- Passe de TD la plus longue lors d'un match de playoffs (2009): 80[59].
- Drives victorieux en une seule saison (2010): 6[60].
- Victoires en saison régulière pour un QB titulaire avec 16 matchs (2010): 11 (à égalité avec Ken O'Brien en 1985)[60].